# Verwaltungsgemeinschaft Obere Aller
Die Verwaltungsgemeinschaft Obere Aller war eine Verwaltungsgemeinschaft im Landkreis Börde in Sachsen-Anhalt.
Die VG wurde am 1. Januar 2005 aus der vormals verwaltungsgemeinschaftsfreien Gemeinde Wefensleben und den Gemeinden der aufgelösten Verwaltungsgemeinschaften Allerquelle, Hötensleber Winkel und Ost-Lappwald gebildet.
Am 1. Januar 2010 wurde aufgrund der Gründung der Verbandsgemeinde Obere Aller die VG aufgelöst.

## Die ehemaligen Mitgliedsgemeinden mit ihren Ortsteilen
- Barneberg mit Karoline
- Drackenstedt mit Bahnhof Dreileben-Drackenstedt
- Druxberge
- Eilsleben
- Harbke
- Hötensleben mit Glashütte, Kauzleben, Neubau und Ohrsleben
- Marienborn
- Ovelgünne mit Siegersleben
- Sommersdorf mit  Sommerschenburg
- Ummendorf mit Neu Ummendorf
- Völpke mit Badeleben
- Wefensleben mit Belsdorf
- Wormsdorf mit Gehringsdorf

## Einwohnerzahlen
| Jahr       | Einwohner |
| ---------- | --------- |
| 31.12.2003 | 16.058    |
| 31.12.2004 | 15.795    |
| 31.12.2005 | 15.919    |
| 31.12.2006 | 15.681    |
| 31.12.2007 | 15.558    |

(Quellen: Statistisches Landesamt Sachsen-Anhalt)